# Kaokochloa nigrirostris
Genre
Espèce
Kaokochloa nigrirostris  est une espèce de  plantes monocotylédones de la famille des Poaceae, sous-famille des Chloridoideae, originaire d'Afrique australe.  C'est l'unique espèce du genre Kaokochloa (genre monotypique).
Ce sont des plantes herbacées, annuelles, aux tiges décombantes de 20 à 60 cm de long. Les inflorescences sont des panicules.

## Étymologie
Le nom générique « Kaokochloa » se réfère au Kaokoveld dans le sud-ouest de l'Afrique où la plante a été découverte, avec le suffixe chloa (χλόα), signifiant herbe en grec.
L'épithète spécifique « nigrirostris » est composée de deux racines latines, niger, noir, et rostrum, bec, en référence à la lemme fertile dont l'extrémité est foncée.